# Catharinella contorta
Catharinella contorta là một loài Rêu trong họ Polytrichaceae. Loài này được (Menzies ex Brid.) Kindb. mô tả khoa học đầu tiên năm 1894.